# Ophion idoneus
Ophion idoneus är en stekelart som beskrevs av Henry Lorenz Viereck 1905. Ophion idoneus ingår i släktet Ophion och familjen brokparasitsteklar. Inga underarter finns listade i Catalogue of Life.